# 布特拉尔
布特拉尔是德国图林根州的一个市镇。总面积21.27平方公里，总人口1378人，其中男性713人，女性665人（2011年12月31日），人口密度65人/平方公里。